# Benoît Sokal
Benoît Sokal (Brussel, 28 juni 1954 – Reims, 28 mei 2021) was een Belgische stripauteur en ontwerper van computerspellen. Hij werd bekend om zijn stripreeks Inspecteur Canardo en de spelserie Syberia. Sokal was dankzij zijn culturele bijdrage een officier in de Belgische Leopoldsorde en een ridder in de Franse Kunst en Letteren.

## Carrière
Sokal studeerde aan het Institut Saint-Luc in Brussel samen met andere striptekenaars zoals François Schuiten. Hij startte zijn carrière in 1978 met tekeningen voor het nieuwe stripblad Le neuvième rêve van Claude Renard. Zijn tekeningen werden opgepikt door Didier Platteau van uitgever Casterman die jong talent zocht voor het nieuwe stripblad (À suivre). Sokal bedacht Inspector Canardo, een depressieve antropomorfe eend met een neiging naar sigaretten, alcohol en femme fatales. De stripserie begon in het tweede nummer van (À suivre) en werd een van zijn vaste waarden. De strip werd in album uitgegeven bij Casterman en is vertaald naar tien verschillende talen. In 1981 kreeg Sokal de Grote Prijs van de stad Parijs voor deze strip. Hij liet stilaan het tekenwerk van deze strip over aan zijn assistent Pascal Regnaud maar bleef wel zelf de scenario's schrijven.
In 1987 tekende hij op scenario van Alain Populaire de strip Sanguine, waarin hij afstand nam van de antropomorfe dieren uit Canardo. En in 1996 volgde de strip De man die niet meer schreef, gebaseerd op zijn eigen familiegeschiedenis. Sokal kleurde deze strip digitaal in en verdiepte zich in de mogelijkheden van digitale beeldtechniek. Samen met Gregory Duquesne en met steun van het Waals Gewest ontwikkelde hij zijn eigen grafische software.
Sokal kwam in 1996 te werken bij de Franse spelontwikkelaar Microïds, waar hij avonturenspellen als Amerzone, Syberia en Syberia II bedacht. Sokal overzag geheel het ontwerp en de ontwikkeling ervan. In 2003 richtte Sokal zijn eigen computerspelbedrijf op, genaamd White Birds Productions. Hier ontwikkelde hij het avonturenspel Paradise dat werd uitgegeven door Ubisoft.
Na een slepende ziekte overleed Sokal in mei 2021 op 66-jarige leeftijd.

## Werken

### Strips
- Inspector Canardo (1981-2018)
- Sanguine (1988)
- Silence (1990)
- De man die niet meer schreef (1996)
- Syberia (2002)
- Paradise (2005-2008)
- Kraa (2010-2014)
- Aquarica (2017)

### Computerspellen
- Amerzone (1999)
- Syberia (2002)
- Syberia II (2004)
- Paradise (2006)
- Sinking Island (2007)
- Syberia III (2017)
- Syberia: The World Before (2022)
- Amerzone - The Explorer's Legacy (2024)

## Prijzen en onderscheidingen
- 1999: Prix Pixel-INA, tijdens het Imagina 99-festival in Monaco
- 2002: PC Adventure Game of the Year voor Syberia, GameSpy
- 2003: genomineerd voor de Best Dialogue-prijs tijdens het internationaal stripfestival van Angoulême.

## Eretitels
- Ridder in de Orde van Kunsten en Letteren (2006)
- Officier in de Orde van Leopold II (2007)